# Fernando Román (calciatore 2001)
Fernando José Román Torales (Capiatá, 23 febbraio 2001) è un calciatore paraguaiano, difensore del Guaraní.

## Caratteristiche tecniche
È un difensore centrale.

## Carriera

### Club
Román è cresciuto nel settore giovanile del Guaraní dove ha debuttato il 19 settembre 2021 nell'incontro di División Profesional pareggiato 0-0 contro il Cerro Porteño. Ha segnato il suo primo gol il 6 novembre dell'anno seguente, contro il Tacuary.

### Nazionale
Ha giocato nella nazionale paraguaiana Under-23.

## Statistiche

### Presenze e reti nei club
Statistiche aggiornate al 19 luglio 2024.
| Stagione        | Squadra         | Campionato      | Campionato | Campionato | Coppe nazionali | Coppe nazionali | Coppe nazionali | Coppe continentali | Coppe continentali | Coppe continentali | Altre coppe | Altre coppe | Altre coppe | Totale | Totale | Totale |
| Stagione        | Squadra         | Comp            | Pres       | Reti       | Comp            | Pres            | Reti            | Comp               | Pres               | Reti               | Comp        | Pres        | Reti        | Pres   | Reti   |        |
| --------------- | --------------- | --------------- | ---------- | ---------- | --------------- | --------------- | --------------- | ------------------ | ------------------ | ------------------ | ----------- | ----------- | ----------- | ------ | ------ | ------ |
| 2021            | Guaraní         | PD              | 1          | 0          | CP              | 0               | 0               | CL                 | 0                  | 0                  |             | -           | -           | 1      | 0      |        |
| 2022            | Guaraní         | PD              | 13         | 1          | CP              | 0               | 0               | CL                 | 0                  | 0                  |             | -           | -           | 13     | 1      |        |
| 2023            | Guaraní         | PD              | 27         | 0          | CP              | 3               | 0               | CS                 | 1                  | 0                  |             | -           | -           | 31     | 0      |        |
| 2024            | Guaraní         | PD              | 8          | 0          | CP              | 0               | 0               | CS                 | 0                  | 0                  |             | -           | -           | 8      | 0      |        |
| Totale carriera | Totale carriera | Totale carriera | 49         | 1          |                 | 3               | 0               |                    | 1                  | 0                  |             | -           | -           | 53     | 1      |        |